# Britische Klasse 350
Die Fahrzeuge der britischen Klasse 350 (Class 350) sind vierteilige elektrische Regionaltriebzüge (EMU – electric multiple unit) aus dem von Siemens Rail Systems entwickelten Fahrzeugkonzept Desiro, die unter anderem auf der West Coast Main Line und zwischen London und Birmingham verkehren.

## Allgemein

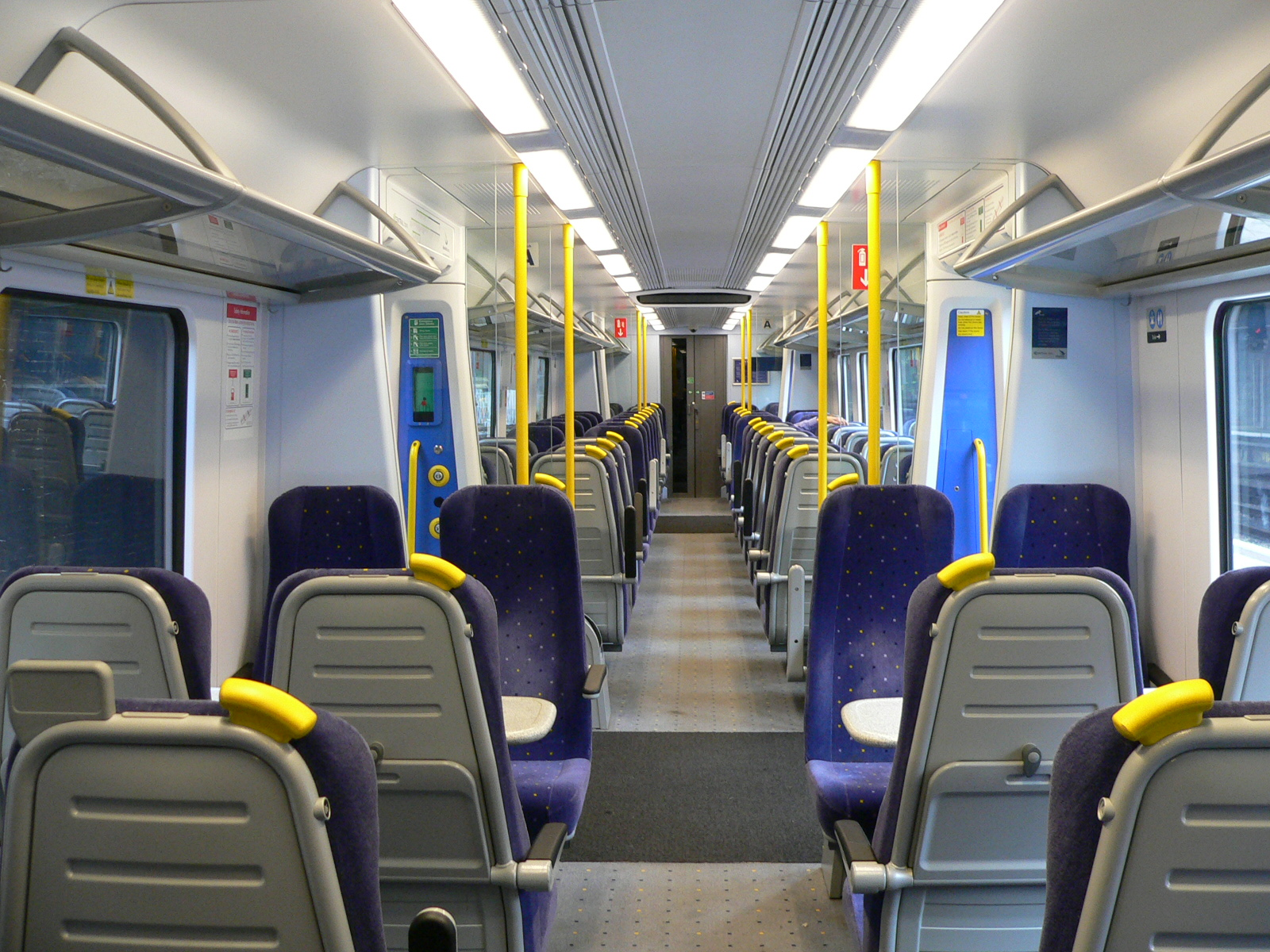
Innenraum Baureihe 350/1

Bei den Triebzügen in Aluminiumbauweise handelt es sich um Zweisystemfahrzeuge, die entweder mit 750 V an Gleichstromschiene oder mit 25 kV Wechselspannung an Oberleitung fahren können. Daher sind sie universell auf dem englischen Netz einsetzbar. Die klimatisierten Triebzüge verfügen über eine Standardtoilette und ein Behinderten-WC. Die Class 350/4 verfügt über insgesamt drei Toiletten.

## Varianten

### 350/1
Hersteller ist die Firma Siemens, in deren Werk in Krefeld-Uerdingen die Produktion der ersten 30 Züge der Baujahre 2004 und 2005 stattfand. Im Auftrag enthalten ist die Wartung über 25 Jahre in einem Depot in Northampton, das im Juni 2006 in Betrieb ging. Die Inbetriebsetzung erfolgte im Prüfcenter Wegberg-Wildenrath. Am 6. Mai 2005 wurden die ersten sechs Züge der britischen Eisenbahngesellschaft Central Trains übergeben, der letzte im August 2005. Am 13. Juni 2005 wurde der planmäßige Fahrgastbetrieb auf den Strecken der britischen Eisenbahngesellschaften Silverlink und Central Trains aufgenommen. Sie sind in der zweiten Klasse mit 2+2 Sitzen bestuhlt.
Betrieben wird die Class 350/1 auf der wichtigen Nord-Süd-Verbindung West Coast Main Line zwischen London Euston, Birmingham, Manchester, Liverpool und Glasgow.

### 350/2

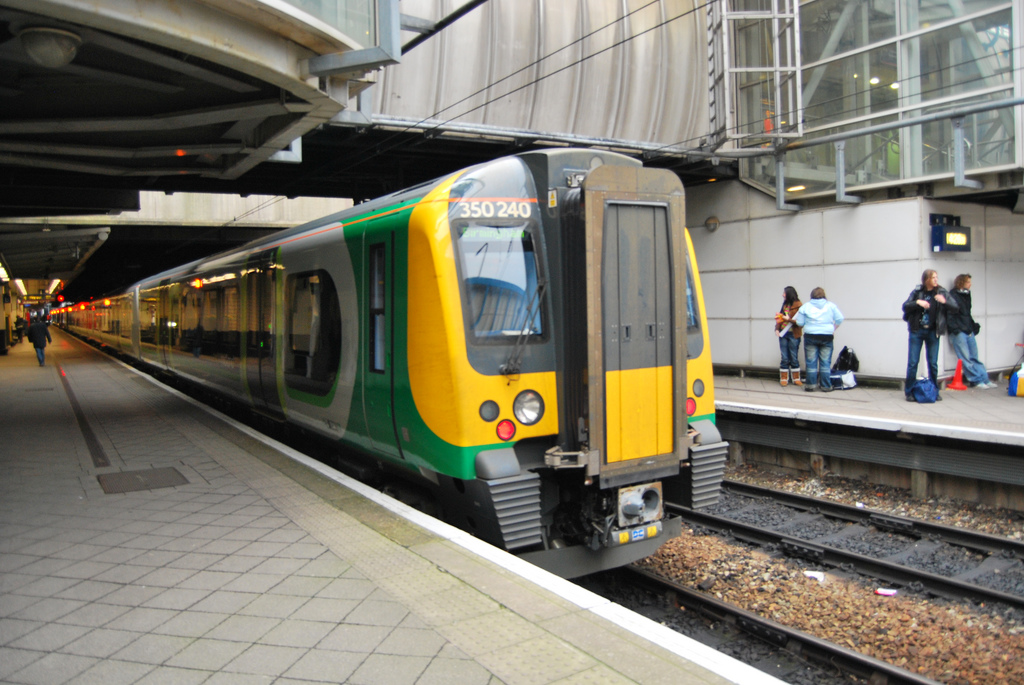
Baureihe 350/2

Im August 2007 wurden 37 weitere vierteilige Züge der Klasse 350/2 im Gesamtwert von rund 240 Millionen Euro inklusive Ersatzteilpaket in Auftrag gegeben. Besteller war der britische Leasing-Unternehmer Porterbrook Leasing Company Ltd., der an den Bahnbetreiber London Midland vermietet, der die West-Midlands-Konzession hat. Die Endwagen wurden in Krefeld hergestellt, die ersten Mittelwagen bei Siemens in Prag. Nach dem Beschluss zur Schließung des Werkes in Prag wurden ab November 2008 auch die weiteren Mittelwagen in Krefeld produziert. Am 8. Oktober 2008 wurde im Prüfcenter Wegberg-Wildenrath der erste Zug an den Kunden übergeben. Nach Aufnahme des planmäßigen Fahrgastbetriebes der ersten zehn Züge am 12. Dezember 2008 waren im Juni 2009 alle 37 Fahrzeuge ausgeliefert. Sie sind in der zweiten Klasse mit 3+2 Sitzen bestuhlt.
Die ersten zehn Triebzüge der Class 350/2 des Bahnbetreibers London Midland  bedienen seit 12. Dezember 2008 die West Coast Main Line, zwischen London und Birmingham und lösten dort die britische Klasse 321 ab.

### 350/3 und 350/4

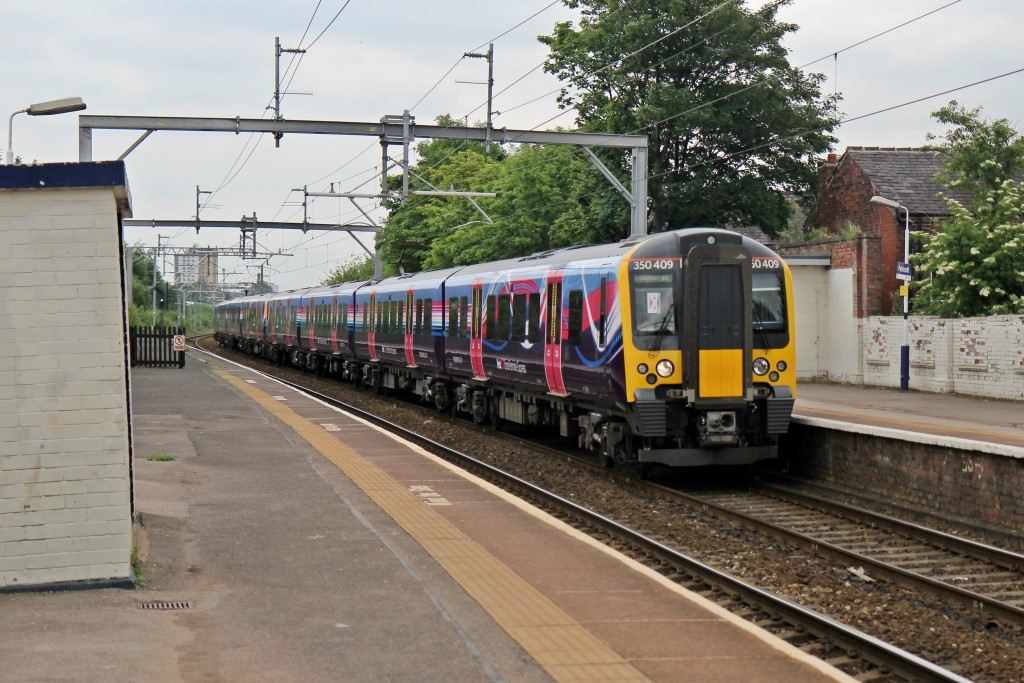
Baureihe 350/4 der FirstGroup

Am 28. Februar 2012 wurde ein weiterer Auftrag über 20 vierteilige Triebzüge unterzeichnet, die in den Jahren 2013 und 2014 in Krefeld gefertigt wurden. Das Auftragsvolumen von rund 170 Millionen Euro beinhaltet einen Wartungsvertrag und wird von Angel Trains finanziert.
Betreiber von zehn Zügen ist London Midland für Verbindungen nach London, als Class 350/3 bezeichnet. Die weiteren zehn Züge betreibt die First TransPennine Express für die Strecke vom Flughafen Manchester nach Glasgow und Edinburgh. Der erste Zug des Betreibers First TransPennine Express, als Class 350/4 bezeichnet, ist im Dezember 2013 ausgeliefert worden, bis Mai 2014 folgten die weiteren neuen Züge.
Seit 2014 ergänzen die 20 Züge der Class 350/3 und 350/4 den Verkehr nach London und die Strecke vom Flughafen Manchester nach Glasgow und Edinburgh.